# Achim Beierlorzer
Achim Beierlorzer, né le 20 novembre 1967 à Erlangen en Allemagne, est un footballeur allemand, devenu entraîneur à l'issue de sa carrière, qui évoluait au poste de milieu de terrain,. Il est le frère cadet de Bertram Beierlorzer (en).

## Biographie

### Carrière d'entraîneur
En 2019, Beierlorzer est nommé au poste d'entraîneur de FC Cologne et succède à l’entraîneur par intérim André Pawlak (de). À la fin de l'année, il signe avec 1. FSV Mayence 05 pour un contrat allant jusqu'à 2022.
Après sa collaboration en tant qu'adjoint de Jesse Marsch jusqu'à son limogeage le 5 décembre 2021, il devient l'entraîneur intérimaire du RB Leipzig jusqu'à l'arrivée de Domenico Tedesco le 9 décembre 2021.